# Kargil-Krieg

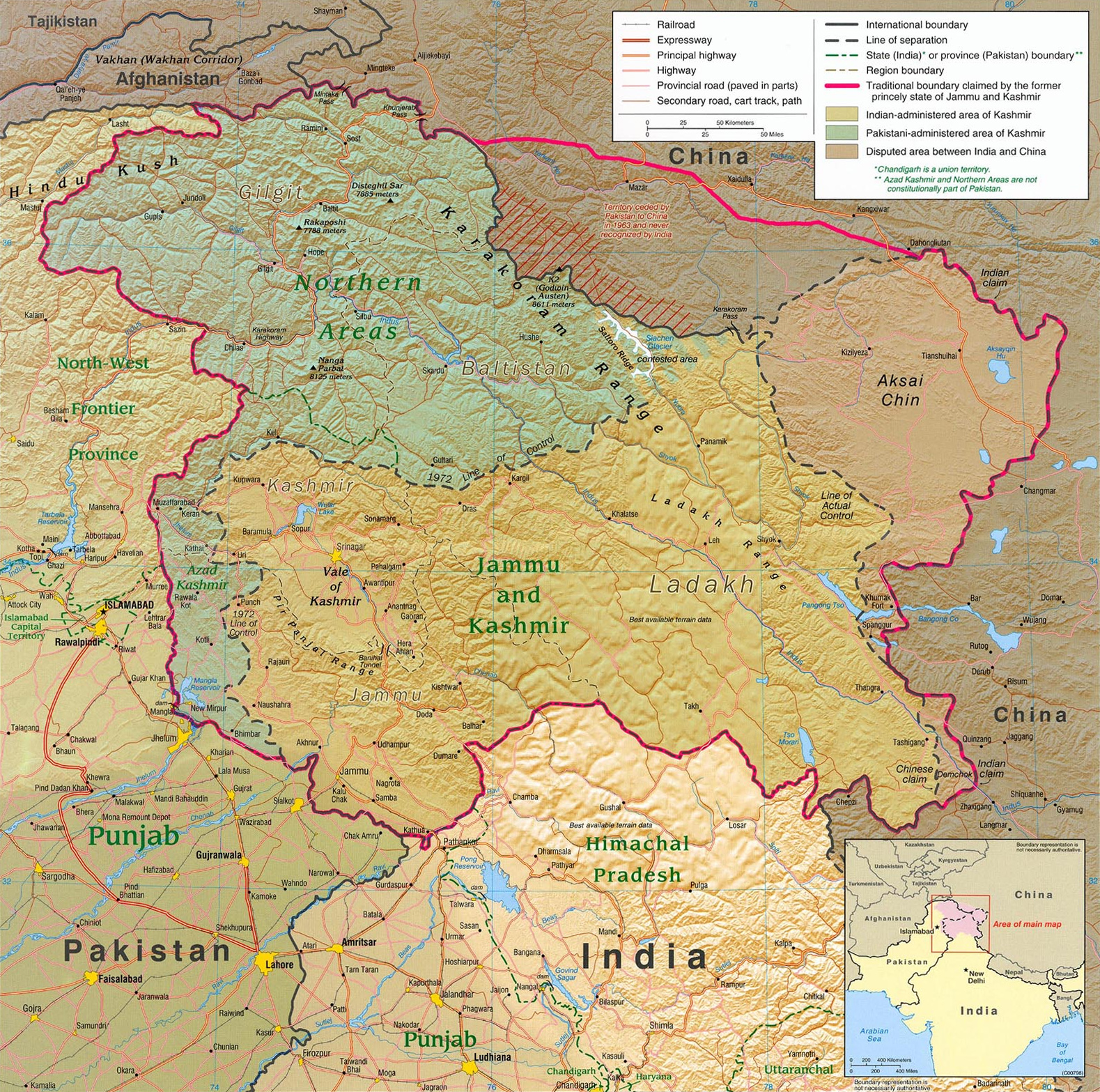
Kaschmir zur Zeit des Kargil-Krieges

Der Kargil-Krieg, auch Kargil-Konflikt, seltener Vierter Indisch-Pakistanischer Krieg oder Dritter Kaschmirkrieg, war eine kriegsnahe bewaffnete Auseinandersetzung zwischen den südasiatischen Staaten Indien und Pakistan um die von beiden Seiten beanspruchte Region Kaschmir im Jahr 1999. Unmittelbarer Anlass war das Eindringen bewaffneter Einheiten von pakistanisch kontrolliertem auf indisch kontrolliertes Territorium. Indien beschuldigte Pakistan, diese Einheiten zu unterstützen. Der Krieg endete mit einem Erfolg für Indien, löste jedoch die seit 1947 bestehende Kaschmirfrage nicht.
Einen besonderen Stellenwert erhält der Konflikt dadurch, dass beide Staaten zum Zeitpunkt des Ausbruchs bereits Atommächte waren. Während der Kampfhandlungen vermieden beide Seiten die Bezeichnung „Krieg“, die heute jedoch vielfach in den Medien der beteiligten Staaten sowie des Auslandes zu finden ist.

## Ursachen und Hintergründe

Gebietsansprüche in Kaschmir:

Der Streit zwischen Indien und Pakistan um Kaschmir schwelt seit 1947 und führte schon vor 1999 zweimal zum Krieg (Erster Indisch-Pakistanischer Krieg 1947–1949 und Zweiter Indisch-Pakistanischer Krieg 1965). Der indische Teil Kaschmirs ist seit 1957 unter dem Namen Jammu und Kashmir ein Bundesstaat. Der pakistanische Teil ist in die teilautonome Region Azad Kashmir („Freies Kaschmir“) sowie das Sonderterritorium Gilgit-Baltistan (bis 2009 unter der Bezeichnung Nordgebiete) gegliedert.
Seit den späten 1980er Jahren kommt es an der von den Vereinten Nationen seitens der UNCIP/UNMOGIP 1949 festgelegten Waffenstillstandslinie (Line of Control, LOC) in Kaschmir regelmäßig zu Zwischenfällen; zudem werden im indischen Teil des umstrittenen Gebietes immer wieder Terroranschläge auf indische Einrichtungen verübt. Angeheizt wurden die angespannten Beziehungen zwischen den verfeindeten Staaten durch den Wahlsieg der hindu-nationalistischen BJP in Indien im März 1998. Im April testeten beide Länder erfolgreich ihre auch für atomare Sprengköpfe geeigneten Mittelstreckenraketen. Vom 11. bis 13. Mai 1998 führte Indien fünf unterirdische Kernwaffentests durch, worauf Pakistan am 26. Mai mit sechs unterirdischen Kernwaffentests reagierte. In den darauffolgenden Monaten spitzte sich die Lage bedrohlich zu.

## Anlass
Trotz der im Februar 1999 unterzeichneten Deklaration von Lahore, in der sich beide Länder auf eine friedliche Lösung der Kaschmirfrage einigten, überquerten etwa zeitgleich Bewaffnete aus dem pakistanisch kontrollierten Teil Kaschmirs die Waffenstillstandslinie. Sie besetzten Bergstellungen, die die indische Armee im Winter auf Grund der extremen klimatischen Bedingungen üblicherweise verlässt, auf einem 160 Kilometer langen Grenzstreifen des Distrikts Kargil im äußersten Norden von Jammu und Kashmir. Erst als eine indische Patrouille unter Führung von Hauptmann Saurabh Kalia in einen Hinterhalt geraten war, erhielten die indischen Truppen von der Infiltration der Grenze Kenntnis, hielten diese aber zunächst für kleine Vorstöße pakistanischer Freischärler, die man schnell wieder zurückzudrängen glaubte. Die Entdeckung weiterer Infiltrationen an anderen Grenzabschnitten und die gut funktionierende Logistik der Invasoren deuteten jedoch auf die gezielte Unterstützung seitens des pakistanischen Militärs hin, was von pakistanischer Seite jedoch bestritten wurde. Die Einheiten verfügten über eine gute Hochgebirgsausrüstung, einen gut organisierten Nachschub und mittelschwere Waffen, darunter Mörser, Artillerie und Flakgeschütze und hatten insgesamt ein Gebiet von 130 bis 200 km² unter ihre Kontrolle gebracht. Die Zahl der Invasoren wurde später auf rund 5.000 Mann geschätzt, diese Zahl beinhaltet allerdings das pakistanische Logistikpersonal und Artillerieunterstützung leistende Truppen aus dem von Pakistan verwalteten Teil Kaschmirs, Musharraf bezifferte später die Zahl der vor Ort kämpfenden Guerillas auf rund 2.000 Kämpfer. Der ehemalige indische Generalmajor Ashok Mehta bezifferte im Jahr 2006 in einem Beitrag für das Newsportal "Rediff" die Zahl der pakistanischen Kämpfer auf rund 2.000 Mann, betonte aber auch, dass außerdem eine Brigade der damals noch nicht offiziell zur pakistanischen Armee gehörenden paramilitärischen Northern Light Infantry-Regimenter, die auf den Kampf im Hochgebirge spezialisiert sind, an den Kampfhandlungen beteiligt war.

## Kampfhandlungen
Am 26. Mai 1999 begann Indien mit Luftunterstützung eine Offensive (Operation Vijay). Die Angriffe aus der Luft erwiesen sich als wenig effektiv. Ein MiG-Flugzeug und ein Hubschrauber wurden abgeschossen. Auf Grund des schwierigen Terrains – die meisten der besetzten Stellungen lagen über 5000 Meter über NN – und der damit verbundenen deutlichen Verteidigungsvorteile der gegnerischen Einheiten kam die indische Armee zunächst kaum voran.
Von höchster Wichtigkeit für Indien war der Schutz des National Highway 1D von Srinagar nach Leh, der als Nachschub- und Aufmarschroute diente, aber ständigem Artilleriefeuer ausgesetzt war. Die ersten Angriffe konzentrierten sich daher auf die Sicherung des National Highway. Erst nachdem dieses Ziel erreicht war, konnten indische Truppen gegen höher gelegene Stellungen vorgehen. Schlüsselpositionen waren zunächst die Gipfel Tololing und Tiger Hill nahe der Ortschaft Dras im Westen des umkämpften Gebietes, wo die Angreifer am verwundbarsten waren. Ab Anfang Juni gelang es Indien, die Gegner vor allem durch den Einsatz von Haubitzen allmählich zurückzudrängen. Auf eine Verfolgung über die Waffenstillstandslinie hinweg wurde bewusst verzichtet, um eine weitere Eskalation und Ausweitung zum offenen Krieg zu vermeiden. Tololing und Tiger Hill wurden am 12. bzw. 20. Juni eingenommen. Auch in den anderen Frontabschnitten konnten indische Truppen ab Ende Juni Erfolge verzeichnen. Bis zum 11. Juli wurde der Großteil der besetzten Stellungen zurückerobert.
Am 4. Juli erklärte sich der pakistanische Premierminister Nawaz Sharif nach Gesprächen mit US-Präsident Bill Clinton in Washington zum Abzug der als „Freiheitskämpfer“ bezeichneten Einheiten bereit. Bis dahin hatte Pakistan abgestritten, jeglichen Einfluss auf diese Einheiten zu haben, geschweige denn Angehörige seiner regulären Streitkräfte zum Einsatz zu bringen. Mit der Abzugserklärung gestand es seine Beteiligung indirekt ein. Die Kampfhandlungen wurden am 14. Juli eingestellt.
Etwa 30.000 indische Soldaten, einschließlich paramilitärischer Einheiten, waren allein in Kargil im Einsatz, die Truppenstärke in ganz Kaschmir wurde auf 730.000 erhöht. Die Zahl der beteiligten pro-pakistanischen Einheiten lag bei höchstens 5000. Auf indischer Seite kamen etwa 500 bis 600 Soldaten ums Leben. Verlässliche Schätzungen zur Zahl der Toten auf pakistanischer Seite gibt es nicht.

## Ergebnisse
Alle vor Ausbruch der bewaffneten Auseinandersetzung auf indisches Gebiet eingedrungenen Einheiten zogen sich aus den besetzten Stellungen zurück, so dass der territoriale Vorkriegsstatus wiederhergestellt wurde. Die Kaschmirfrage wurde durch den Konflikt nicht entschieden.
Dem Kargil-Krieg kam in der Folgezeit sowohl in Indien als auch in Pakistan eine bedeutende innen- und außenpolitische Rolle zu. Der erfolgreiche Militärputsch von General Pervez Musharraf gegen den pakistanischen Premierminister Nawaz Sharif im Oktober 1999 wird unter anderem auf Meinungsverschiedenheiten zwischen Sharif und der Armeeführung in der Kargil-Frage zurückgeführt. Musharraf wird von indischer Seite die Planung der Besetzung unterstellt. In Indien konnte die von der hindu-nationalistischen BJP geführte Regierung von Premierminister Atal Bihari Vajpayee politischen Nutzen aus dem euphorisch gefeierten, in den Medien oft überhöht dargestellten Sieg ziehen. Im Zuge der patriotischen Stimmung im Land gewann sie die Parlamentswahlen im September/Oktober 1999 überlegen.
Außenpolitisch führte der Konflikt zu einer Annäherung zwischen Indien und den USA, welche die indische Position unterstützt hatten. Pakistan hingegen sah sich durch den außenpolitischen Druck, die bewaffneten Einheiten zurückzuziehen, isoliert. Seine Haltung, dass es mit den anti-indischen Einheiten in Kargil nicht in Verbindung gestanden habe, wurde angesichts des von Sharif angekündigten Rückzugs und der Verleihung mehrerer hoher militärischer Auszeichnungen an pakistanische Soldaten, teils posthum, von den meisten Staaten als unglaubwürdig angesehen. Zudem argumentieren Kritiker, dass Mudschahedin oder kaschmirische Separatisten ohne pakistanische Unterstützung kaum imstande gewesen sein dürften, in Höhenlagen von über 5000 Metern zu operieren. China, das seit den 1960er Jahren einer der wichtigsten Verbündeten Pakistans ist, hatte die Truppenpräsenz an der Grenze zu Indien erhöht.